# Székesfehérvár műemlékeinek listája
Székesfehérváron 2019 januárjával bezárólag 139 műemlék állt védelem és három védetté nyilvánítási eljárás alatt.

## A műemlékek listája
védetté nyilvánítási eljárás alatt
| KÖH azonosító | törzsszám    | megnevezés                                                              | kép              | cím                                                           | koordináták                                                | megjegyzések |
| ------------- | ------------ | ----------------------------------------------------------------------- | ---------------- | ------------------------------------------------------------- | ---------------------------------------------------------- | --- |
| 3850          | 10272        | Árpád fürdő                                                             |                  | Kossuth u. 12. Várkörút 25.                                   | é. sz. 47,190492°, k. h. 18,411701°47.190492°N 18.411701°E | 1905-ben épült |
| 3899          | 1507         | Bajzáth-ház                                                             |                  | Szent István tér 5.                                           | é. sz. 47,188083°, k. h. 18,412600°47.188083°N 18.412600°E | 1800 körül |
| 3814          | 1481         | Budenz-ház, Ybl Múzeum                                                  |                  | Arany János u. 12.                                            | é. sz. 47,190011°, k. h. 18,410317°47.190011°N 18.410317°E | copf, 1781 |
| 3878          | 1577         | Cisztercita gimnázium                                                   |                  | Oskola u. 7.                                                  | é. sz. 47,192967°, k. h. 18,408200°47.192967°N 18.408200°E | eklektikus, 1870 körül, Brein Ferenc tervezte                                                                                             |
| 3914          | 9693         | Emlékmű                                                                 |                  | Városház tér                                                  | é. sz. 47,191000°, k. h. 18,409100°47.191000°N 18.409100°E | 10-es huszárok emlékműve, Pátzay Pál munkája                                                                                              |
| 3893          | 10389        | Evangélikus templom                                                     |                  | Szekfű Gyula u. 1.                                            | é. sz. 47,195800°, k. h. 18,410067°47.195800°N 18.410067°E | Sándy Gyula tervezte, 1930. |
| 3827          | 1534         | Fekete Sas Patikamúzeum                                                 |                  | Fő u. 5.                                                      | é. sz. 47,192900°, k. h. 18,409083°47.192900°N 18.409083°E | 18. század |
| 3803          | 1471         | Fekete Sas Szálló                                                       |                  | Ady Endre u. 7.                                               | é. sz. 47,193550°, k. h. 18,408250°47.193550°N 18.408250°E | 1820 körül |
| 3872          | 1542         | Felsővárosi római katolikus plébániaház                                 |                  | Móri út 18-20. Dániel u. sarok                                | é. sz. 47,200467°, k. h. 18,408983°47.200467°N 18.408983°E | késő barokk, 1781 |
| 3868          | 1540         | Felsővárosi római katolikus plébániatemplom                             |                  | Móri út                                                       | é. sz. 47,201389°, k. h. 18,413903°47.201389°N 18.413903°E | barokk |
| 3917          | 1555         | Ferences rendház                                                        |                  | Városház tér 4.                                               | é. sz. 47,191517°, k. h. 18,409567°47.191517°N 18.409567°E | barokk, 1741–1743 |
| 3875          | 1574         | Font-Caraffa-ház                                                        |                  | Oskola u. 2-4. Jókai u. 1-3.                                  | é. sz. 47,191583°, k. h. 18,408750°47.191583°N 18.408750°E | késő barokk |
| 3817          | 1483         | Gerchard-ház                                                            |                  | Basa u. 1.                                                    | é. sz. 47,193567°, k. h. 18,409783°47.193567°N 18.409783°E | romantikus, 1860 körül |
| 3887          | 1550         | Görögkeleti szerb templom, Rác templom                                  |                  | Rác u.                                                        | é. sz. 47,190500°, k. h. 18,401767°47.190500°N 18.401767°E | barokk, 1770–1772, Kerschhoffer János tervezte                                                                                            |
| 3834          | 1512         | Hiemer-ház                                                              |                  | Jókai u. 1.                                                   | é. sz. 47,191333°, k. h. 18,408350°47.191333°N 18.408350°E | rokokó, 1760–1770 |
|               | 11701        | Izraelita szeretetház                                                   |                  | Várkörút 19.                                                  | é. sz. 47,191700°, k. h. 18,412000°47.191700°N 18.412000°E | |
| 3828          | 1535         | Jezsuita-, pálos-, majd cisztercita rendház                             |                  | Fő u. 6.                                                      | é. sz. 47,192817°, k. h. 18,409267°47.192817°N 18.409267°E | 1744–1763, barokk; rokokó stukkókkal |
| 3808          | 9711         | Kalmáncsehy Domonkos-szobor                                             |                  | Arany János u.                                                | é. sz. 47,190567°, k. h. 18,409633°47.190567°N 18.409633°E | Kálmáncsehi Domokos szobra |
| 11366         | 11041        | Kápolna                                                                 |                  | Rózsa u. 5.                                                   | é. sz. 47,192683°, k. h. 18,409400°47.192683°N 18.409400°E | Szent Kereszt kápolna rommaradványai |
| 3884          | 1545         | Karmelita kolostor; papi otthon                                         |                  | Petőfi u. 2.                                                  | é. sz. 47,189433°, k. h. 18,411500°47.189433°N 18.411500°E | |
| 3936          | 9262         | Kégl-kastély és parkja                                                  |                  | Csalapuszta                                                   | é. sz. 47,229850°, k. h. 18,495333°47.229850°N 18.495333°E | Hauszmann Alajos tervezte, neoreneszánsz                                                                                                  |
| 3867          | 1539         | Királykút, lakóház                                                      |                  | Mikszáth Kálmán u. 25.                                        | é. sz. 47,199633°, k. h. 18,412950°47.199633°N 18.412950°E | copf, 1790 körül |
|               | 12056        | Lakóépület                                                              |                  | Koronázó tér 3. és 4.                                         | é. sz. 47,191517°, k. h. 18,410400°47.191517°N 18.410400°E | |
| 3801          | 10836        | Lakóház                                                                 |                  | Ady Endre u. 1. Fő u. sarok                                   | é. sz. 47,193650°, k. h. 18,409100°47.193650°N 18.409100°E | késő eklektikus, 19. század; második emelet: 1936, tervezte Say Ferenc                                                                    |
| 3802          | 10831        | Lakóház                                                                 |                  | Ady Endre u. 5.                                               | é. sz. 47,193567°, k. h. 18,408600°47.193567°N 18.408600°E | barokk eredetű, eklektikus, 19. század második feléből                                                                                    |
| 3804          | 1472         | Lakóház (Hübner–Reh-ház)                                                |                  | Ady Endre u. 8.                                               | é. sz. 47,193650°, k. h. 18,407450°47.193650°N 18.407450°E | késő klasszicista, 1840 körül |
| 3805          | 1473         | Lakóház                                                                 |                  | Ady Endre u. 11.                                              | é. sz. 47,193700°, k. h. 18,407467°47.193700°N 18.407467°E | eklektikus stílusú lakóépület |
| 3805          | 1473         | Lakóház                                                                 | Ady Endre u. 13. |                                                               | é. sz. 47,193700°, k. h. 18,407467°47.193700°N 18.407467°E | eklektikus stílusú lakóépület |
| 3809          | 1476         | Lakóház (Fridetzky-ház)                                                 |                  | Arany János u. 3.                                             | é. sz. 47,190500°, k. h. 18,409500°47.190500°N 18.409500°E | klasszicista, 19. század eleje; átalakított homlokzat 1938-ból                                                                            |
| 3810          | 1477         | Lakóház                                                                 |                  | Arany János u. 5.                                             | é. sz. 47,190383°, k. h. 18,409700°47.190383°N 18.409700°E | késő barokk, 1800 körül. 1938-ban átalakították.                                                                                          |
| 3811          | 1478         | Lakóház                                                                 |                  | Arany János u. 8.                                             | é. sz. 47,190117°, k. h. 18,410050°47.190117°N 18.410050°E | barokk, 18. század; középkori városfal felhasználásával épült. 1938-ban részben átalakították.                                            |
| 3815          | 1482         | Lakóház (Klosz-féle ház, Pauer-ház)                                     |                  | Arany János u. 16.                                            | é. sz. 47,189667°, k. h. 18,410433°47.189667°N 18.410433°E | eklektikus, 19. század második feléből |
| 3816          | 10837        | Lakóház                                                                 |                  | Arany János u. 19.                                            | é. sz. 47,189650°, k. h. 18,410683°47.189650°N 18.410683°E | eklektikus, cca 1860 |
| 3818          | 1484         | Lakóház                                                                 |                  | Basa u. 2.                                                    | é. sz. 47,193700°, k. h. 18,409617°47.193700°N 18.409617°E | barokk, 18. század. 19. század első felében részlegesen átalakították, klasszicista stílusban                                             |
| 3819          | 1485         | Lakóház (Fligl-Krén-ház)                                                |                  | Bástya u. 1.                                                  | é. sz. 47,192817°, k. h. 18,410100°47.192817°N 18.410100°E | késő barokk, 18. század végéből, homlokzatát átalakították                                                                                |
| 3823          | 1532         | Lakóház                                                                 |                  | Fő u. 1. Rózsa u. 1.                                          | é. sz. 47,192467°, k. h. 18,409133°47.192467°N 18.409133°E | klasszicista, cca 1820 |
| 3824          | 10832        | Lakóház                                                                 |                  | Fő u. 2.                                                      | é. sz. 47,192250°, k. h. 18,409083°47.192250°N 18.409083°E | barokk eredetű, klasszicizáló-eklektikus, cca 1870                                                                                        |
| 3825          | 10838        | Lakóház                                                                 |                  | Fő u. 3.                                                      | é. sz. 47,192967°, k. h. 18,409183°47.192967°N 18.409183°E | barokk eredetű, klasszicizáló-eklektikus, 19. század végéből; átalakították                                                               |
| 3826          | 1533         | Lakóház (Flits-ház)                                                     |                  | Fő u. 4. Oskola u. 5.                                         | é. sz. 47,192267°, k. h. 18,409283°47.192267°N 18.409283°E | copf, 18. század végéből. A 19. század második felében részben átalakították, romantikus stílusban.                                       |
| 3830          | 10833        | Lakóház                                                                 |                  | Fő u. 9.                                                      | é. sz. 47,193350°, k. h. 18,409217°47.193350°N 18.409217°E | középkori-barokk eredetű, romantikus, 1850; 19–20. században eklektikus stílusban átalakították.                                          |
| 3832          | 10839        | Lakóház                                                                 |                  | Fő u. 11.                                                     | é. sz. 47,193967°, k. h. 18,409400°47.193967°N 18.409400°E | késő eklektikus, 19. század végéből |
| 3833          | 1538         | Lakóház (Galla-ház)                                                     |                  | Fő u. 13.                                                     | é. sz. 47,194700°, k. h. 18,409333°47.194700°N 18.409333°E | 18. századból; ma kora klasszicista stílusú, 1810 körül                                                                                   |
| 3837          | 1515         | Lakóház                                                                 |                  | Jókai u. 5.                                                   | é. sz. 47,191800°, k. h. 18,408000°47.191800°N 18.408000°E | Középkori, 15. századi részletekkel; copf stílusban, 1780-1790                                                                            |
| 3838          | 1516         | Lakóház                                                                 |                  | Jókai u. 6.                                                   | é. sz. 47,191800°, k. h. 18,408000°47.191800°N 18.408000°E | copf, 1790 körül. Homlokzatát romantikus stílusban alakították át a 19. század második felében. Városfal.                                 |
| 3844          | 10840        | Lakóház                                                                 |                  | Kossuth u. 3.                                                 | é. sz. 47,190683°, k. h. 18,410567°47.190683°N 18.410567°E | barokk, 18. század. A 19. és 20. században többször átalakították.                                                                        |
| 3845          | 10841        | Lakóház                                                                 |                  | Kossuth u. 5.                                                 | é. sz. 47,190700°, k. h. 18,411017°47.190700°N 18.411017°E | romantikus stílusú |
| 3846          | 1521         | Lakóház                                                                 |                  | Kossuth u. 7.                                                 | é. sz. 47,190550°, k. h. 18,411367°47.190550°N 18.411367°E | romantikus stílusú, 1860–70 |
| 3847          | 10326        | Lakóház                                                                 |                  | Kossuth u. 9.                                                 | é. sz. 47,190367°, k. h. 18,410900°47.190367°N 18.410900°E | 14-15. századból gótikus elemekkel, 18. században átépítve, homlokzatán óraművel                                                          |
| 3849          | 10327        | Lakóház                                                                 |                  | Kossuth u. 11.                                                | é. sz. 47,190150°, k. h. 18,411067°47.190150°N 18.411067°E | barokk, 18. század közepe; átalakították.                                                                                                 |
| 3851          | 1523         | Lakóház                                                                 |                  | Kossuth u. 13.                                                | é. sz. 47,190050°, k. h. 18,411500°47.190050°N 18.411500°E | copf, 18. század végéből; átalakították.                                                                                                  |
| 3853          | 1525         | Lakóház                                                                 |                  | Lakatos u. 12.                                                | é. sz. 47,192433°, k. h. 18,409967°47.192433°N 18.409967°E | copf, 18. század végéből; átalakították.                                                                                                  |
| 3854          | 1526         | Lakóház                                                                 |                  | Lépcső u. 1. Liszt Ferenc u. 2.                               | é. sz. 47,190283°, k. h. 18,408900°47.190283°N 18.408900°E | barokk, 18. század |
| 3856          | 1528         | Lakóház                                                                 |                  | Liszt Ferenc u 4. Lépcső u. 2.                                | é. sz. 47,190183°, k. h. 18,408667°47.190183°N 18.408667°E | copf, 1790 körül, átalakították. |
| 3857          | 1529         | Lakóház                                                                 |                  | Liszt Ferenc u. 9.                                            | é. sz. 47,190150°, k. h. 18,408617°47.190150°N 18.408617°E | barokk, 18. század, átalakították. |
| 3860 3935(?)  | 8784 1563(?) | Lakóház (Karl-ház)                                                      |                  | Mátyás király krt. 23. Zichy liget 4.                         | é. sz. 47,195633°, k. h. 18,409433°47.195633°N 18.409433°E | barokk eredetű, a 19. század második felében átalakították.                                                                               |
| 3861          | 1488         | Lakóház                                                                 |                  | Megyeház u. 4. Arany János u. 3.                              | é. sz. 47,190467°, k. h. 18,409183°47.190467°N 18.409183°E | barokk, 18. század |
| 3862          | 1489         | Lakóház                                                                 |                  | Megyeház u. 7.                                                | é. sz. 47,190250°, k. h. 18,409283°47.190250°N 18.409283°E | barokk, 18. század elejéből. Homlokzatát copf stílusban, 1790 körül átalakították.                                                        |
| 3864          | 1491         | Lakóház                                                                 |                  | Megyeház u. 9.                                                | é. sz. 47,190117°, k. h. 18,409583°47.190117°N 18.409583°E | barokk, 18. század elejéből. Homlokzatát copf stílusban, 1790 körül átalakították.                                                        |
| 3865          | 1492         | Lakóház (Istenszemes ház)                                               |                  | Megyeház u. 11.                                               | é. sz. 47,189950°, k. h. 18,409650°47.189950°N 18.409650°E | barokk, 18. század. Homlokzatát átalakították.                                                                                            |
| 3874          | 1573         | Lakóház                                                                 |                  | Oskola u. 1.                                                  | é. sz. 47,194183°, k. h. 18,408933°47.194183°N 18.408933°E | barokk, 18. század |
| 3876          | 1575         | Lakóház                                                                 |                  | Oskola u. 3.                                                  | é. sz. 47,192200°, k. h. 18,408533°47.192200°N 18.408533°E | barokk, 1750 körül. A 19. század végén átalakították.                                                                                     |
| 3877          | 1576         | Lakóház                                                                 |                  | Oskola u. 6.                                                  | é. sz. 47,191950°, k. h. 18,408683°47.191950°N 18.408683°E | Goldziher Ignác szülőháza; 14–15. századból, átépítették, két középkori épületet építettek egybe. Jelenlegi stílusa barokk, 18. század    |
| 3879          | 1578         | Lakóház                                                                 |                  | Oskola u. 8.                                                  | é. sz. 47,192050°, k. h. 18,408583°47.192050°N 18.408583°E | barokk, 1793, jelentősen átalakították |
| 3881          | 10842        | Lakóház                                                                 |                  | Oskola u. 12.                                                 | é. sz. 47,192633°, k. h. 18,408417°47.192633°N 18.408417°E | eklektikus-szecessziós, 1900 körül |
| 3890          | 10835        | Lakóház                                                                 |                  | Rózsa u. 2. Fő u. sarok                                       | é. sz. 47,19276°, k. h. 18,40914°47.192760°N 18.409140°E   | 18. századból; klasszicista stílusban 1850 körül; átalakították                                                                           |
| 3895          | 1503         | Lakóház, posta                                                          |                  | Szent István tér 1. Kossuth u. 20.                            | é. sz. 47,189117°, k. h. 18,412100°47.189117°N 18.412100°E | klasszicista, 1830 körül; városfal. |
| 3900          | 1508         | Lakóház                                                                 |                  | Szent István tér 6.                                           | é. sz. 47,187883°, k. h. 18,412750°47.187883°N 18.412750°E | copf, 1800 körül; városfal. |
| 3902          | 8829         | Lakóház                                                                 |                  | Szent István tér 10.                                          | é. sz. 47,188817°, k. h. 18,411383°47.188817°N 18.411383°E | klasszicista, 19. század első feléből. Városfal.                                                                                          |
| 3903          | 1510         | Lakóház                                                                 |                  | Szent István tér 12.                                          | é. sz. 47,189050°, k. h. 18,410983°47.189050°N 18.410983°E | barokk, 18. századból. Homlokzatát átalakították. Városfal.                                                                               |
| 3904          | 1511         | Lakóház                                                                 |                  | Szent István tér 13.                                          | é. sz. 47,189133°, k. h. 18,410817°47.189133°N 18.410817°E | barokk eredetű, kora eklektikus, a 19. század második feléből. Városfal.                                                                  |
| 3905          | 10843        | Lakóház                                                                 |                  | Szent János köz 2. Fő u. sarok                                | é. sz. 47,192617°, k. h. 18,409000°47.192617°N 18.409000°E | eklektikus |
| 3908          | 1562         | Lakóház                                                                 |                  | Vasvári Pál u. 5. Virág u. 2. Táncsics u. 3. (sarok)          | é. sz. 47,191383°, k. h. 18,410950°47.191383°N 18.410950°E | késő barokk, 1780 körül. Eklektikus stílusban átalakították a 18. század második felében.                                                 |
| 3910          | 1561         | Lakóház                                                                 |                  | Várkapu u. 6.                                                 | é. sz. 47,194350°, k. h. 18,408917°47.194350°N 18.408917°E | késő barokk, 18. század vége. Átalakították.                                                                                              |
| 3916          | 1553         | Lakóház                                                                 |                  | Városház tér 2. vagy 3.                                       | é. sz. 47,190950°, k. h. 18,409083°47.190950°N 18.409083°E | copf, 1790 körül. |
| 3921          | 1567         | Lakóház                                                                 |                  | Vörösmarty Mihály tér 4.                                      | é. sz. 47,187283°, k. h. 18,412967°47.187283°N 18.412967°E | késő romantikus, 19. század második feléből.                                                                                              |
| 3922          | 1568         | Lakóház                                                                 |                  | Vörösmarty Mihály tér 5.                                      | é. sz. 47,186683°, k. h. 18,413267°47.186683°N 18.413267°E | romantikus, 1860 körül. |
| 3923          | 1569         | Lakóház                                                                 |                  | Vörösmarty Mihály tér 6.                                      | é. sz. 47,187167°, k. h. 18,413117°47.187167°N 18.413117°E | romantikus, 1860 körül. Feltehetőleg Ybl Miklós tervezte.                                                                                 |
| 3925          | 1571         | Lakóház                                                                 |                  | Vörösmarty Mihály tér 10.                                     | é. sz. 47,186717°, k. h. 18,413750°47.186717°N 18.413750°E | romantikus, 1860 körül. Feltehetőleg Ybl Miklós tervezte.                                                                                 |
| 3926          | 1572         | Lakóház                                                                 |                  | Vörösmarty Mihály tér 12.                                     | é. sz. 47,186550°, k. h. 18,413950°47.186550°N 18.413950°E | kora romantikus, 1850 körül |
| 3929          | 1496         | Lakóház                                                                 |                  | Zichy liget 3.                                                | é. sz. 47,196133°, k. h. 18,408550°47.196133°N 18.408550°E | romantikus-eklektikus, 19. század második feléből.                                                                                        |
| 3930          | 1497         | Lakóház                                                                 |                  | Zichy liget 4.                                                | é. sz. 47,196433°, k. h. 18,408300°47.196433°N 18.408300°E | romantikus, 1850 körül. |
| 3931          | 1498         | Lakóház                                                                 |                  | Zichy liget 5. Ybl Miklós u. 7.                               | é. sz. 47,196667°, k. h. 18,408117°47.196667°N 18.408117°E | klasszicista, 1840 körül. A 19. század végén átépítették.                                                                                 |
| 3932          | 1499         | Lakóház (Varga-ház)                                                     |                  | Zichy liget 6. Ybl Miklós u. 9.                               | é. sz. 47,196850°, k. h. 18,407983°47.196850°N 18.407983°E | klasszicista, 1840 körül. A 19. század végén átépítették.                                                                                 |
| 3933          | 1500         | Lakóház (Zichy-ház)                                                     |                  | Zichy liget 7.                                                | é. sz. 47,197083°, k. h. 18,407883°47.197083°N 18.407883°E | kora eklektikus, 1870 körül. |
| 3934          | 1501         | Lakóház (Munkaügyi Bíróság)                                             |                  | Zichy liget 10.                                               | é. sz. 47,197883°, k. h. 18,408183°47.197883°N 18.408183°E | eklektikus, 1880 körül. |
| 3935          | 1563         | Lakóház                                                                 |                  | Mátyás király krt. 23.                                        | é. sz. 47,195683°, k. h. 18,409433°47.195683°N 18.409433°E | eklektikus, 19. század második feléből |
| 11720         | 11208        | Lakóház                                                                 |                  | Juhász Gyula utca 1.                                          | é. sz. 47,191750°, k. h. 18,409067°47.191750°N 18.409067°E | |
| 11913         | 11209        | Lakóház                                                                 |                  | Megyeháza utca 5.                                             | é. sz. 47,190467°, k. h. 18,409200°47.190467°N 18.409200°E | |
| 3848          | 10834        | Lakóház (Pávás-ház és városfal                                          |                  | Kossuth u. 10.                                                | é. sz. 47,190733°, k. h. 18,411383°47.190733°N 18.411383°E | szecessziós, 1900 körül; városfal-részekkel                                                                                               |
| 3835          | 1513         | Lakóház és török fürdő romjai                                           |                  | Jókai u. 2.                                                   | é. sz. 47,191317°, k. h. 18,408367°47.191317°N 18.408367°E | barokk, 18. századból, átalakították. Török fürdő és városfal romjai találhatóak a udvarán.                                               |
| 3820          | 1486         | Lakóház és városfal                                                     |                  | Bástya u. 3–5.                                                | é. sz. 47,193000°, k. h. 18,409900°47.193000°N 18.409900°E | klasszicista, 1820 körül, városfal-maradvány az udvarban                                                                                  |
| 3839          | 1517         | Lakóház és városfal                                                     |                  | Jókai u. 8.                                                   | é. sz. 47,191583°, k. h. 18,408033°47.191583°N 18.408033°E | barokk eredetű, mai alakjában eklektikus, 19. század második feléből; városfal                                                            |
| 3840          | 1518         | Lakóház és városfal                                                     |                  | Jókai u. 10.                                                  | é. sz. 47,191967°, k. h. 18,407967°47.191967°N 18.407967°E | több középkori házból a 18. században épült barokk stílusban; városfal                                                                    |
| 3858          | 1530         | Lakóház és városfal                                                     |                  | Liszt Ferenc u. 11.                                           | é. sz. 47,190017°, k. h. 18,408333°47.190017°N 18.408333°E | klasszicista, 1820 körül; városfal |
| 3873          | 1502         | Lakóház és városfal                                                     |                  | Országzászló tér 1.                                           | é. sz. 47,194100°, k. h. 18,409267°47.194100°N 18.409267°E | romantikus, 19. század második feléből; városfal                                                                                          |
| 3886          | 1547         | Lakóház és városfal                                                     |                  | Piac tér 2.                                                   | é. sz. 47,189883°, k. h. 18,408100°47.189883°N 18.408100°E | klasszicista, 1810 körül; városfal |
| 3907          | 1559         | Lakóház és városfal                                                     |                  | Táncsics Mihály u. 4.                                         | é. sz. 47,191117°, k. h. 18,411317°47.191117°N 18.411317°E | romantikus, 1860 körül; városfal |
| 3898          | 1506         | Lakóház és városfal; általános iskola                                   |                  | Szent István tér 4. Budai út 4.                               | é. sz. 47,188533°, k. h. 18,413567°47.188533°N 18.413567°E | copf, 1790 körül; városfal. |
| 3891          | 9477         | Lakóház, középkori temető                                               |                  | Rózsa u. 4.                                                   | é. sz. 47,192667°, k. h. 18,409617°47.192667°N 18.409617°E | pincéjében a Szentkereszt templom temetője                                                                                                |
| 3889          | 9965         | Lakóház, múzeum                                                         |                  | Rác u. 19.                                                    | é. sz. 47,190300°, k. h. 18,401800°47.190300°N 18.401800°E | földszintes parasztház |
| 3852          | 1524         | Lakóház, Pelikán fogadó                                                 |                  | Kossuth u. 15.                                                | é. sz. 47,189950°, k. h. 18,411583°47.189950°N 18.411583°E | barokk, 1756; homlokzata copf, 19. század elejéről származik                                                                              |
| 3812          | 1479         | Lakóház, római katolikus plébánia                                       |                  | Arany János u. 9.                                             | é. sz. 47,190117°, k. h. 18,409933°47.190117°N 18.409933°E | késő barokk, 1800 körül; homlokzatát 1938-ban átalakították                                                                               |
| 3880          | 1579         | Lakóház; Deák-gyűjtemény                                                |                  | Oskola u. 10.                                                 | é. sz. 47,192333°, k. h. 18,408450°47.192333°N 18.408450°E | barokk, 18. század végéből; átalakították                                                                                                 |
| 3897          | 1505         | Lakóház; levéltár                                                       |                  | Szent István tér 3.                                           | é. sz. 47,188667°, k. h. 18,412417°47.188667°N 18.412417°E | késő barokk, 18. század végéből; homlokzatát többször átalakították a 19. században; városfal                                             |
| 3813          | 1480         | Lakóház; OMvH irodaház                                                  |                  | Arany János u. 10.                                            | é. sz. 47,190033°, k. h. 18,410167°47.190033°N 18.410167°E | copf, 1790 körül; OMvH kirendeltség székháza.                                                                                             |
| 3841          | 1519         | Lakóház; Schaár-gyűjtemény                                              |                  | Jókai u. 11.                                                  | é. sz. 47,192450°, k. h. 18,407733°47.192450°N 18.407733°E | romantikus, 1870 körül; részben múzeum, városi képtár                                                                                     |
| 3836          | 1514         | Lakóház; zeneiskola                                                     |                  | Jókai u. 3. Oskola u. 2–4.                                    | é. sz. 47,191517°, k. h. 18,408183°47.191517°N 18.408183°E | barokk, 18. század |
| 3859          | 1531         | Laktanya                                                                |                  | Malom u. 2.                                                   | é. sz. 47,198200°, k. h. 18,407350°47.198200°N 18.407350°E | késő eklektikus, 19. század második feléből                                                                                               |
| 3821          | 1487         | Lukács-ház                                                              |                  | Bástya u. 4.                                                  | é. sz. 47,193033°, k. h. 18,409867°47.193033°N 18.409867°E | barokk eredetű, klasszicista, 1820 körül                                                                                                  |
| 3831          | 1537         | Magyar Király Szálló; Zichy-ház                                         |                  | Fő u. 10.                                                     | é. sz. 47,195317°, k. h. 18,408883°47.195317°N 18.408883°E | klasszicista, 1830 körül, valószínűleg Pollack Mihály tervezte                                                                            |
| 3871          | 9713         | Mária-oszlop                                                            |                  | Móri út                                                       | é. sz. 47,200333°, k. h. 18,409700°47.200333°N 18.409700°E | A Szent Sebestyén plébániatemplom előtti téren áll.                                                                                       |
| 3885          | 1546         | Mária-szobor                                                            |                  | Piac tér                                                      | é. sz. 47,189517°, k. h. 18,406739°47.189517°N 18.406739°E | barokk, 1700, felújítva 1839-ben |
| 3901          | 1509         | Megyeháza                                                               |                  | Szent István tér 9.                                           | é. sz. 47,188483°, k. h. 18,412167°47.188483°N 18.412167°E | klasszicista, 1807–1812; részben Pollack Mihály tervezte; városfal                                                                        |
| 3866          | 1493         | Megyeháza és városfal; Várostörténeti múzeum                            |                  | Megyeház u. 17.                                               | é. sz. 47,189550°, k. h. 18,410133°47.189550°N 18.410133°E | középkori részletekkel, barokk, 1730 körül; a 19. század második felében és a 20. században részben átalakították és bővítették; városfal |
| 3869          | 1541         | Nepomuki Szent János-szobor                                             |                  | Móri út                                                       | é. sz. 47,200733°, k. h. 18,409217°47.200733°N 18.409217°E | barokk, 1705 |
| 3927          | 1494         | Öntöttvas zenecsarnok                                                   |                  | Zichy liget                                                   | é. sz. 47,196867°, k. h. 18,408500°47.196867°N 18.408500°E | eklektikus, 1879; Platzer Antal tervezte, Oethl Antal vasöntőgyárában készült                                                             |
|               | 11702        | Ősfehérvár Vendéglő                                                     |                  | Táncsics Mihály u. 1.                                         | é. sz. 47,191533°, k. h. 18,410750°47.191533°N 18.410750°E | |
| 3918          | 1556         | Püspöki palota                                                          |                  | Városház tér 5.                                               | é. sz. 47,191717°, k. h. 18,409733°47.191717°N 18.409733°E | copf, 1790–1801; feltehetőleg Riedel Jakab építette                                                                                       |
| 3906          | 1558         | Református templom                                                      |                  | Széchenyi út                                                  | é. sz. 47,184900°, k. h. 18,414867°47.184900°N 18.414867°E | késő klasszicista, 1844 |
| 3807          | 1475         | Római katolikus Hentel-kápolna                                          |                  | Arany János u.                                                | é. sz. 47,190667°, k. h. 18,409733°47.190667°N 18.409733°E | gótikus, 1470 körül |
| 3806          | 1474         | Római katolikus templom, püspöki székesegyház                           |                  | Arany János u.                                                | é. sz. 47,190417°, k. h. 18,409833°47.190417°N 18.409833°E | gótikus eredetű; a jelenlegi barokk templom 1759–1778 között épült, Martin Grabner tervezte                                               |
| 3913          | 1554         | Római katolikus templom, volt ferences templom                          |                  | Városház tér                                                  | é. sz. 47,191167°, k. h. 18,409233°47.191167°N 18.409233°E | barokk, 1720–1742 |
| 3829          | 1536         | Római katolikus templom, volt jezsuita, pálos, majd cisztercita templom |                  | Fő u. 6. János köz 2.                                         | é. sz. 47,192629°, k. h. 18,408776°47.192629°N 18.408776°E | barokk, 1745–1755 |
| 3883          | 1544         | Római katolikus templom, volt karmelita, majd szemináriumi templom      |                  | Petőfi u. – Kossuth u. sarok                                  | é. sz. 47,189483°, k. h. 18,411633°47.189483°N 18.411633°E | barokk, 1745–1748 |
| 3842          | 1551         | Romkert                                                                 |                  | Koronázó tér Várkörút 5.                                      | é. sz. 47,191967°, k. h. 18,411583°47.191967°N 18.411583°E | |
| 3924          | 1570         | Say-ház                                                                 |                  | Vörösmarty tér 8.                                             | é. sz. 47,186983°, k. h. 18,413483°47.186983°N 18.413483°E | kora romantikus, 1860 körül; feltehetően Ybl Miklós tervezte                                                                              |
| 3822          | 1564         | Splényi-ház                                                             |                  | Budai u. 22.                                                  | é. sz. 47,189767°, k. h. 18,417050°47.189767°N 18.417050°E | klasszicista, 1830 körül |
| 3894          | 9732         | Szent István-szobor                                                     |                  | Szent István tér                                              | é. sz. 47,188667°, k. h. 18,412200°47.188667°N 18.412200°E | Sidló Ferenc alkotása, 1938 |
| 3870          | 1560         | Szentháromság-szobor                                                    |                  | Móri út Havranek József u.                                    | é. sz. 47,200350°, k. h. 18,409417°47.200350°N 18.409417°E | romantikus, 1840 körül. id. Havranek Antal alkotása                                                                                       |
| 3882          | 1543         | Szerb temető sírkövei                                                   |                  | Palotai út                                                    | é. sz. 47,196550°, k. h. 18,398117°47.196550°N 18.398117°E | 18-19. század |
| 3855          | 1527         | Szőgyény-Marich ház és városfal                                         |                  | Liszt Ferenc u. 1.                                            | é. sz. 47,190700°, k. h. 18,408700°47.190700°N 18.408700°E | barokk, 18. század; művelődési ház, üzlet; városfal                                                                                       |
| 3911          | 1580         | Várfalak                                                                |                  | Várkörút Bástya u. 3. Jókai u. 2. Piac tér Ady Endre u. 9–11. | é. sz. 47,189483°, k. h. 18,409183°47.189483°N 18.409183°E | több helyszínen falmaradványok |
| 3909          | 9731         | Varkocs-szobor                                                          |                  | Fő u.                                                         | é. sz. 47,194067°, k. h. 18,409067°47.194067°N 18.409067°E | 1938-ban állították, Erdey Dezső műve |
| 3915          | 1552         | Városháza                                                               |                  | Városház tér 1.                                               | é. sz. 47,191217°, k. h. 18,409600°47.191217°N 18.409600°E | 17. századi eredetű, barokk, 1712–1718; mai alakjában késő barokk, 1790                                                                   |
| 3892          | 9825         | Városi vízimalom és serfőző                                             |                  | Sörház tér 1.                                                 | é. sz. 47,201167°, k. h. 18,402917°47.201167°N 18.402917°E | barokk, 1800 |
| 3799          | 1731         | Völgyzáró gát                                                           |                  | Pátkai-víztározónál                                           | é. sz. 47,249400°, k. h. 18,489200°47.249400°N 18.489200°E | római kori, 3–4. század |
| 11159         | 11004        | Vörösmarty Mihály Megyei Könyvtár és Csók István Képtár                 |                  | Bartók Béla tér 1.                                            | é. sz. 47,192883°, k. h. 18,407833°47.192883°N 18.407833°E | |
| 3919          | 1565         | Vörösmarty Mihály szobra                                                |                  | Vörösmarty tér                                                | é. sz. 47,186933°, k. h. 18,413317°47.186933°N 18.413317°E | 1865, Vay Miklós alkotása |
| 3912          | 9712         | Wathay Ferenc emlékműve                                                 |                  | Prohászka liget                                               | é. sz. 47,192300°, k. h. 18,411450°47.192300°N 18.411450°E | készült a két világháború között; városfal; Lux Elek alkotása                                                                             |
| 3928          | 1495         | Wertheim-ház                                                            |                  | Zichy liget 1.                                                | é. sz. 47,195800°, k. h. 18,408550°47.195800°N 18.408550°E | késő klasszicista, 1840 körül |
| 3896          | 1504         | Zárda és városfal; levéltár                                             |                  | Szent István tér 2.                                           | é. sz. 47,188950°, k. h. 18,412317°47.188950°N 18.412317°E | barokk, 18. századból, mai alakjában klasszicista, 1831; városfal.                                                                        |
| 3843          | 1520         | Zichy-palota                                                            |                  | Kossuth u. 1. Városház tér 1.                                 | é. sz. 47,191183°, k. h. 18,410300°47.191183°N 18.410300°E | copf, 1781; bővítve 1936–1937-ben |